# Guin
Guin és una població dels Estats Units a l'estat d'Alabama. Segons el cens del 2000 tenia 2.389 habitants.

## Demografia
Segons el cens del 2000, Guin tenia 2.389 habitants, 1.027 habitatges, i 666 famílies. La densitat de població era de 74 habitants/km².
Dels 1.027 habitatges en un 28,7% hi vivien nens de menys de 18 anys, en un 49,1% hi vivien parelles casades, en un 13,7% dones solteres, i en un 35,1% no eren unitats familiars. En el 32,7% dels habitatges hi vivien persones soles el 16,9% de les quals corresponia a persones de 65 anys o més que vivien soles. El nombre mitjà de persones vivint en cada habitatge era de 2,26 i el nombre mitjà de persones que vivien en cada família era de 2,88.
Per edats la població es repartia de la següent manera: un 23% tenia menys de 18 anys, un 7,7% entre 18 i 24, un 25,6% entre 25 i 44, un 24,1% de 45 a 60 i un 19,7% 65 anys o més.
L'edat mediana era de 40 anys. Per cada 100 dones hi havia 84,2 homes. Per cada 100 dones de 18 o més anys hi havia 79,9 homes.
La renda mediana per habitatge era de 26.618 $ i la renda mediana per família de 35.174$. Els homes tenien una renda mediana de 31.019 $ mentre que les dones 21.316 $. La renda per capita de la població era de 14.690 $. Aproximadament el 19,2% de les famílies i el 20,9% de la població estaven per davall del llindar de pobresa.

## Poblacions properes
El següent diagrama mostra les poblacions més properes.